# Harry Reser

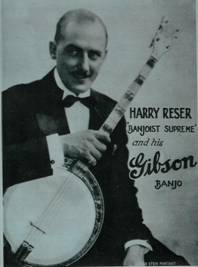
Harry Reser

Harry Reser (* 17. Januar 1896 in Ohio; † 27. September 1965 in New York) war ein US-amerikanischer Banjospieler und Bandleader im Bereich des frühen Jazz und der Tanzmusik sowie Autor.

## Leben und Wirken
Reser begann seine Musikerkarriere in Tanzbands seines Heimatstaates Ohio und im Mittleren Westen. 1920 zog er nach Buffalo (New York) und anschließend nach New York City, wo er ab 1921 als Sessionmusiker tätig war. Reser nahm auch eine Reihe von Solo-Banjo-Schallplatten auf, die zeigten, dass sein Instrument nicht allein ein Rhythmusinstrument war. 1925 bekam er Gelegenheit, Direktor und Leiter des Clicquot Club Eskimo Orchestra zu werden, das für den Radiosender NBC arbeitete. Diese wöchentliche Sendung wurde von Clicquot Club Ginger Ale gesponsert und machte Reser bald landesweit bekannt. Im Juli 1925 hatte er mit „Yearning (Just for You)“ seinen ersten Hit in den Charts, gefolgt von „Someone Is Losin' Susan“, „Imagination“ und „Piccolo Pete“; sein letzter Erfolgstitel war 1933 der Schlager „You're Gonna Lose Your Gal“ mit Jimmy Brierly als Sänger. Seiner Band gehörten u. a. die Jazzmusiker George Van Eps und Jerry Jerome an. 1933–35 spielte er mit Jimmy McPartland. In den 1920er und 1930er Jahren leitete er unter verschiedenen Pseudonymen verschiedene Ensembles für Plattenaufnahmen, u. a. für die Label Brunswick, Columbia, Edison, Gennett, Okeh, Paramount, Victor und Vocalion.
Später arbeitete er vorwiegend in Fernsehstudio-Orchestern, in Broadway-Orchestern und schrieb verschiedene Lehrbücher für Banjo, Gitarre und Ukulele. Er starb 1965 an einem Herzinfarkt bei einer Orchesterprobe vor der Broadway-Aufführung von Fiddler on the Roof.

## Veröffentlichungen
- A Pocketful of Songs – for the uke: contains complete instruction course with chord charts & easy fingering. Shapiro, Bernstein & Co, New York 1950.
- mit Roy Smeck: Radio City Album for Hawaiian Electric Steel Guitar. Radio City, NY Edward B. Marks Music 1953.
- 6 Magic Chords for Ukulele. Remick Music Corp., New York.
- Harry Reser's Let's Play the Uke: A Method and Collection for Standard and Baritone Ukeleles. Remick Music Corp. 1959.
- Harry Reser's Let's Play the Mandolin. Remick Music Corp, New York 1964.
- Harry Reser's Let's Play Folk Style Guitar [Songbook]. Remick Music Corp 1965.
- Banjo Crackerjax, 1922-1930. Yazoo 1992.
- mit Bill Triggs: Mel Bay Harry Reser Tenor Banjo Lengen 26 Virtuoso Solos for Tenor Banjo. Mel Bay Pubns, 2006, ISBN 0-7866-6050-3.

## Diskographische Hinweise
- Six Jumping Jacks, Vol. 2 (Old Masters 2001)